# لوچارس
لوچارس (به انگلیسی: Leuchars) یک شهرک در اسکاتلند است که در فایف واقع شده‌است.